# Stanislav Nohýnek
Stanislav Nohýnek (* 2. srpna 1983, Příbram nebo Rožmitál) je český fotbalový obránce, který hraje v klubu FK Králův Dvůr.

## Klubová kariéra
Stanislav Nohýnek se poprvé objevil v A-týmu Příbrami v roce 2004. V roce 2011 odešel po skončení smlouvy do slovenského klubu MFK Zemplín Michalovce, kde dostal smlouvu na jednu sezónu. Zde jej vedl trenér Vlastimil Petržela. Na východě Slovenska působil pouze v podzimní části sezony 2011/12 a začátkem roku 2012 odešel do kazašského týmu Sunkar FK. V létě 2013 se vrátil do České republiky, posílil FK Králův Dvůr.